# Liste der Biografien/Nan
Liste der Biografien |
Portal Biografien |
Personensuche
# |
A |
B |
C |
D |
E |
F |
G |
H |
I |
J |
K |
L |
M |
N |
O |
P |
Q |
R |
S |
T |
U |
V |
W |
X |
Y |
Z |
?
 
Na |
Nb |
Nc |
Nd |
Ne |
Nf |
Ng |
Nh |
Ni |
Nj |
Nk |
Nl |
Nm |
Nn |
No |
Nr |
Ns |
Nt |
Nu |
Nv |
Nw |
Nx |
Ny |
Nz
 
Naa |
Nab |
Nac |
Nad |
Nae |
Naf |
Nag |
Nah |
Nai |
Naj |
Nak |
Nal |
Nam |
Nan |
Nao |
Nap |
Naq |
Nar |
Nas |
Nat |
Nau |
Nav |
Naw |
Nax |
Nay |
Naz
Die Liste der Biografien führt alle Personen auf, die in der deutschsprachigen Wikipedia einen Artikel haben. Dieses ist eine Teilliste mit 214 Einträgen von Personen, deren Namen mit den Buchstaben „Nan“ beginnt.

## Nan
- Nan Geng († 1409 v. Chr.), chinesischer König der Shang-Dynastie
- Nan, Huai-Chin (1918–2012), chinesischer Lehrer des Chan-Buddhismus
- Nan, Ioan (* 1980), rumänischer Skirennläufer
- Nan, René († 2015), französischer Jazz-Musiker

### Nana
- Nana († 1894), Häuptling (Nantan) der Chihenne-Gruppe der Chiricahua-ApachenNana († 1894)

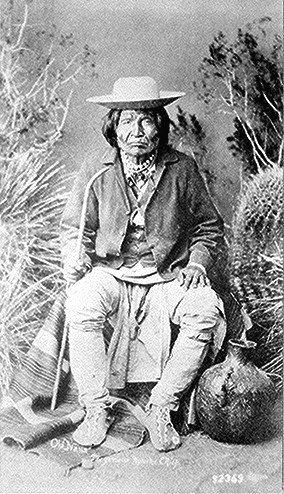
Nana († 1894)

- Nana Amba Eyiaba I. (* 1950), ghanaische Lehrerin und Königinmutter
- Nana Djimou Ida, Antoinette (* 1985), französische Siebenkämpferin kamerunischer Herkunft
- Nana Kuate, Evariste (* 2000), kamerunischer Leichtathlet
- Nana Ngongang, Joël Gustave (1982–2015), kamerunischer LGBT- und HIV-Aktivist
- Nana Sahib (* 1824), zentrale Figur des indischen Aufstands (von 1857)
- Nana, Aïché (1936–2014), türkische Bauchtänzerin, Stripperin und Schauspielerin
- Nana, Harding (* 1981), kamerunischer Basketballspieler
- Nana, Matteo (* 1974), italienischer Skirennläufer
- Nanacacipactzin, Luis de Santa María († 1565), Gouverneur von Tenochtitlan und Tlatoani der Mexica
- Nanajewa, Marija (1927–2020), sowjetisch-kirgisische Pharmakologin und Hochschullehrerin
- Nanajima, Kana, japanische Comiczeichnerin
- Nanak Dev (1469–1539), indischer Heiliger und Religionsstifter des SikhismusNanak Dev (1469–1539)

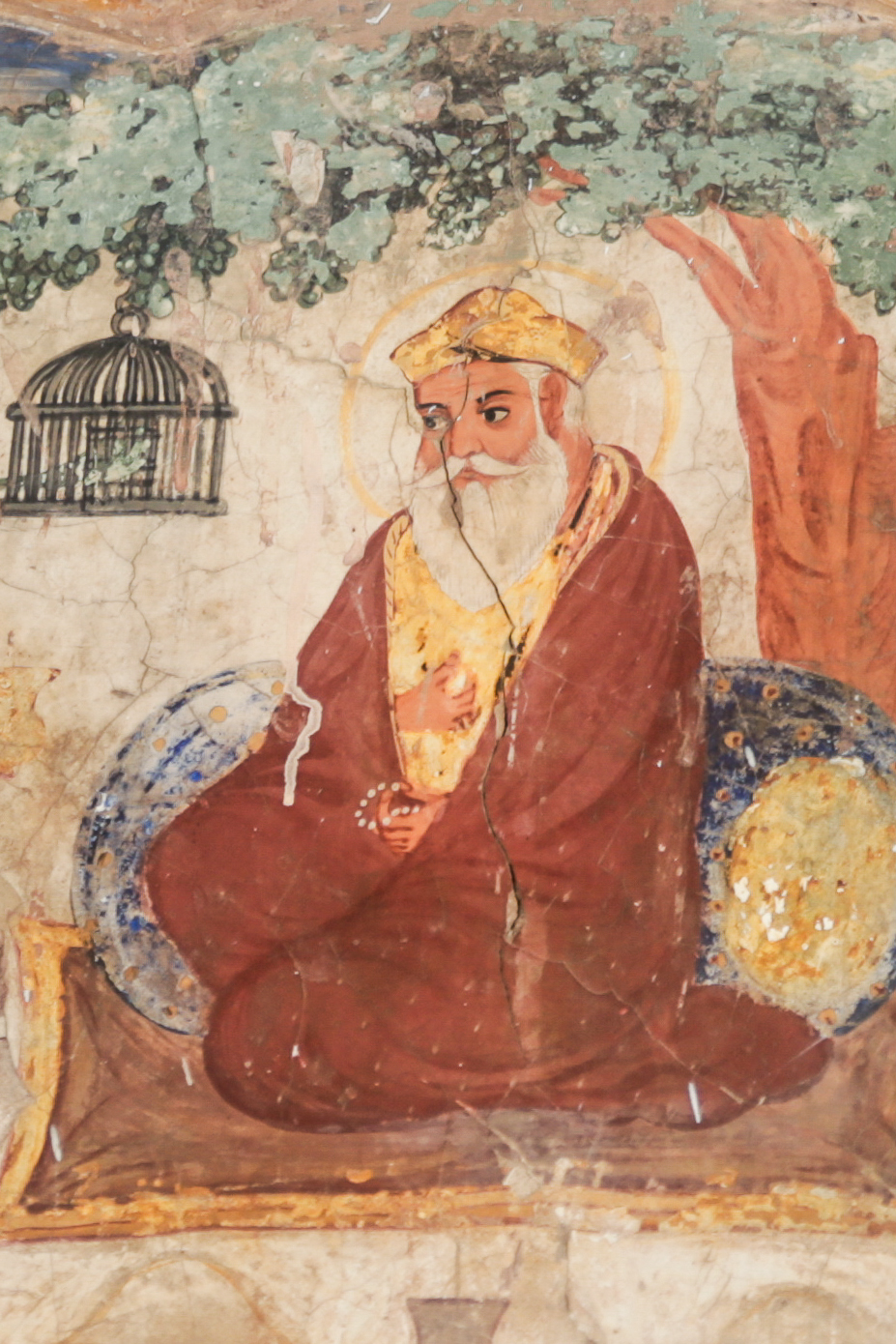
Nanak Dev (1469–1539)

- Nanami, Hiroshi (* 1972), japanischer Fußballspieler
- Nanammal, V. (1920–2019), indische Yogameisterin
- Nananan, Kiriko (* 1972), japanische Manga-Zeichnerin
- Nanao, Nanaki, japanische Mangaka
- Nanao, Naru, japanische Künstlerin
- Nanasca, Ben (* 1954), philippinischer Skirennläufer
- Nanase, Aoi (* 1967), japanische Comiczeichnerin
- Nánási, Henrik (* 1975), ungarischer Dirigent
- Nanasi, Sebastian (* 2002), schwedischer Fußballspieler
- Nanau, Alexander (* 1979), deutsch-rumänischer Regisseur
- Nanautavi, Muhammad Qasim (1832–1880), indischer Theologe und Sufi der Deobandi-Bewegung
- Nanavira Thera (1920–1965), englischer Bhikkhu (Thera) des Theravada-Buddhismus und Autor
- Nanayakkara, Leo (1917–1982), sri-lankischer römisch-katholischer Ordensgeistlicher, Bischof von Badulla

### Nanc
- Nancarrow, Alexandra (* 1993), australische Tennisspielerin
- Nancarrow, Cam (* 1945), australischer Squashspieler
- Nancarrow, Conlon (1912–1997), mexikanischer Komponist US-amerikanischer Herkunft
- Nancarrow, Tristan, australischer Squashspieler
- Nance, Albinus (1848–1911), US-amerikanischer Politiker
- Nance, Frederick (1770–1840), US-amerikanischer Politiker
- Nance, Jack (1943–1996), US-amerikanischer Schauspieler
- Nance, Larry (* 1959), US-amerikanischer Basketballspieler
- Nance, Larry Jr. (* 1993), US-amerikanischer Basketballspieler
- Nance, Malcolm (* 1961), amerikanischer Extremismusforscher
- Nance, Ray (1913–1976), amerikanischer Jazz-Trompeter, Violinist und Sänger
- Nancekievill, Paul (* 1952), britischer Organist, Kantor und Kirchenmusikdirektor
- Nanchen, Gabrielle (* 1943), Schweizer Politikerin (SP)
- Nanclares, Adriana (* 2002), spanische Fußballspielerin
- Nancy, Jean-Luc (1940–2021), französischer PhilosophJean-Luc Nancy (1940–2021)

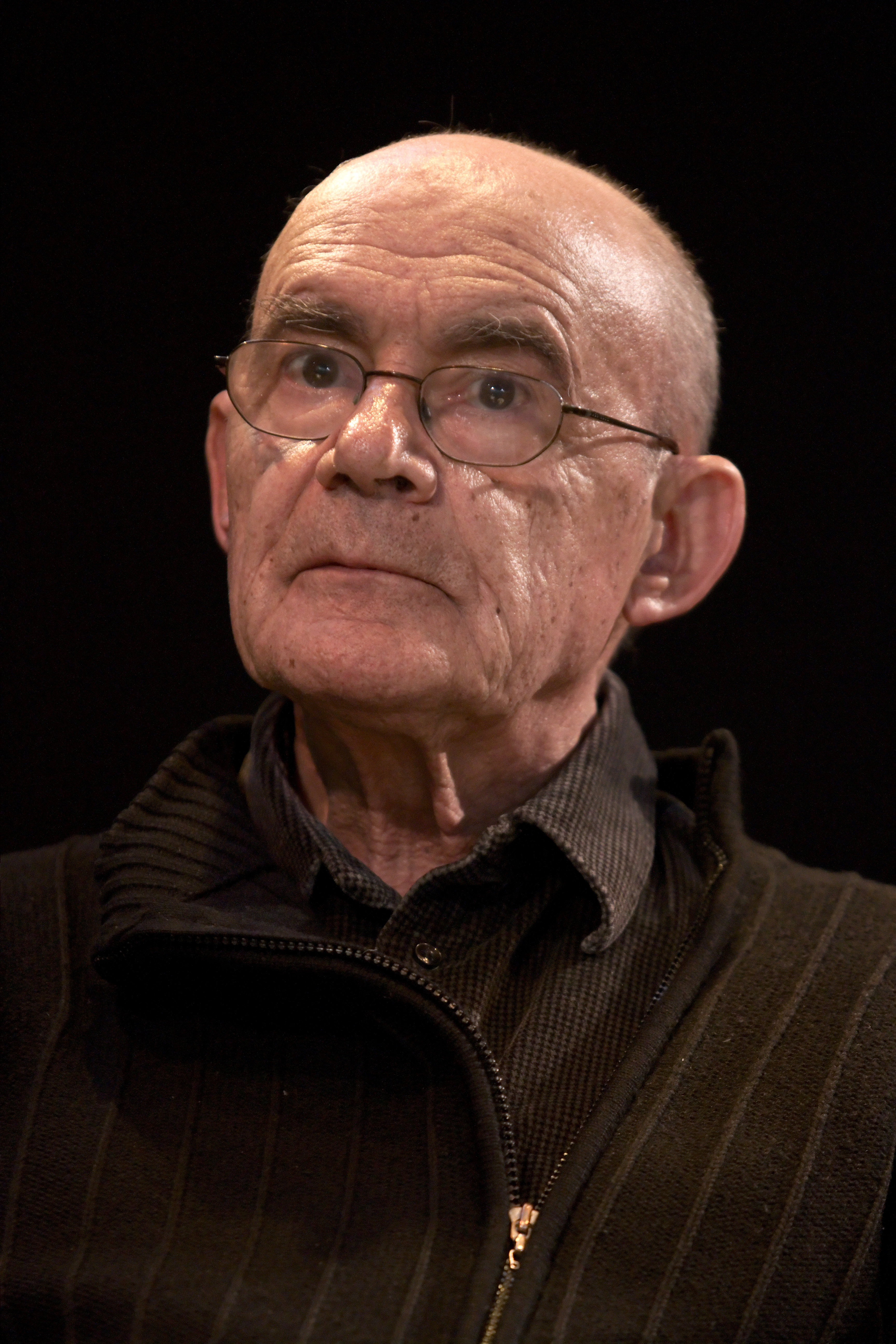
Jean-Luc Nancy (1940–2021)

- Nancy, Wilfried (* 1977), französischer Fußballspieler und Fußballtrainer

### Nand
- Nand, deutscher Musiker
- Nanda Kyaw (* 1996), myanmarischer Fußballspieler
- Nanda Lin Kyaw Chit (* 1991), myanmarischer Fußballspieler
- Nanda, Govind (* 2001), US-amerikanischer Tennisspieler
- Nanda, Gulzarilal (1898–1998), indischer Politiker
- Nanda, Meera (* 1954), indische Autorin
- Nanda, Prashant N., indischer Tischtennisspieler von Weltklasseformat
- Nanda, Prashanta (* 1947), indischer Filmschauspieler, -regisseur und -produzent des Oriya-Films; Politiker
- Nanda, Raj (* 1978), australischer Squashspieler
- Nanda, Serena (* 1938), US-amerikanische Autorin und Anthropologin
- Nanda, Srabani (* 1991), indische Leichtathletin
- Nandagopal, K. (* 1991), indischer Badmintonspieler
- Nandan, Satya (* 1936), fidschianischer Rechtsanwalt und Diplomat
- Nandar (* 1995), myanmarische Aktivistin
- Nández, Nahitan (* 1995), uruguayischer Fußballspieler
- Nandi, Jacinta (* 1980), britische Autorin, Bloggerin und Kolumnistin
- Nandi-Ndaitwah, Netumbo (* 1952), namibische Politikerin (SWAPO)Netumbo Nandi-Ndaitwah (* 1952)

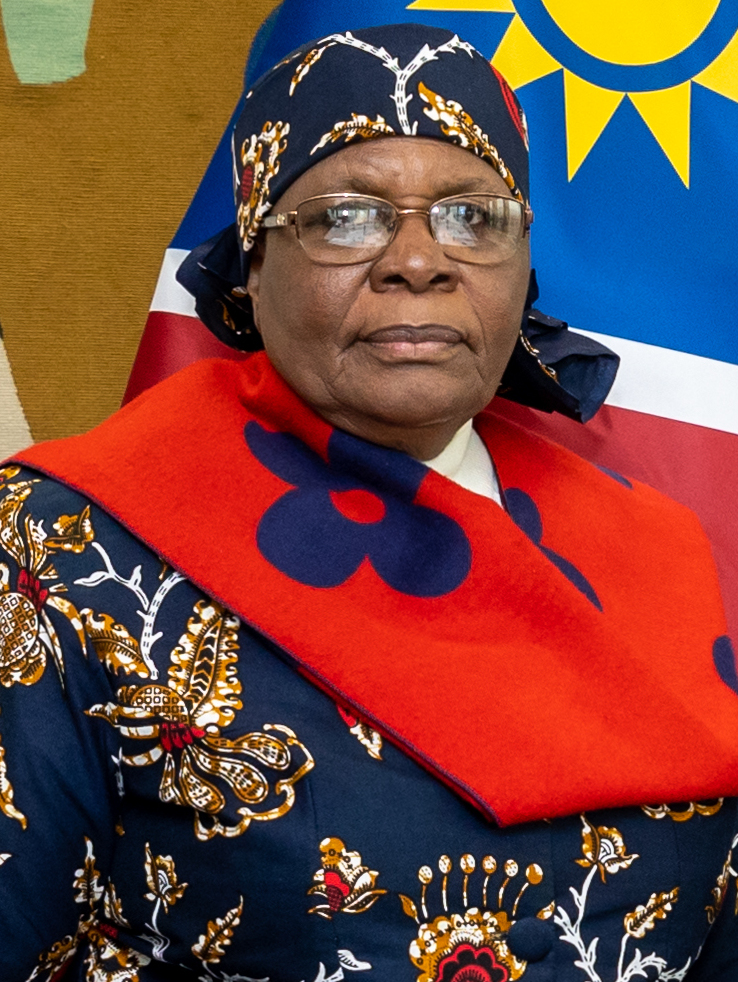
Netumbo Nandi-Ndaitwah (* 1952)

- Nandigna, Adiato Diallo, guinea-bissauische Politikerin, Außenministerin (seit 2009)
- Nandín, Maximiliano (* 1996), uruguayischer Fußballspieler
- Nandjou, Yaël (* 2005), französisch-kamerunischer Fußballspieler
- Nando (* 1966), brasilianischer Fußballspieler
- Nando (* 1967), spanischer Fußballspieler
- Nando (1982–2007), mosambikanischer Fußballspieler
- Nando, Khalipha († 2023), philippinischer Politiker
- Nandō, Kunio (1916–2011), japanischer Eisschnellläufer
- Nandra, Kirpal (* 1966), Astrophysiker und Hochschullehrer
- Nandrajog, Gaurav (* 1984), indischer Squashspieler
- Nandy (* 1992), tansanische Schauspielerin, Sängerin und Songwriterin
- Nandy, Akash (* 1997), malaysischer Automobilrennfahrer
- Nandy, Ashis (* 1937), indischer politischer Psychologe und Soziologe
- Nandy, Lisa (* 1979), britische Politikerin, Abgeordnete im Unterhaus für WiganLisa Nandy (* 1979)

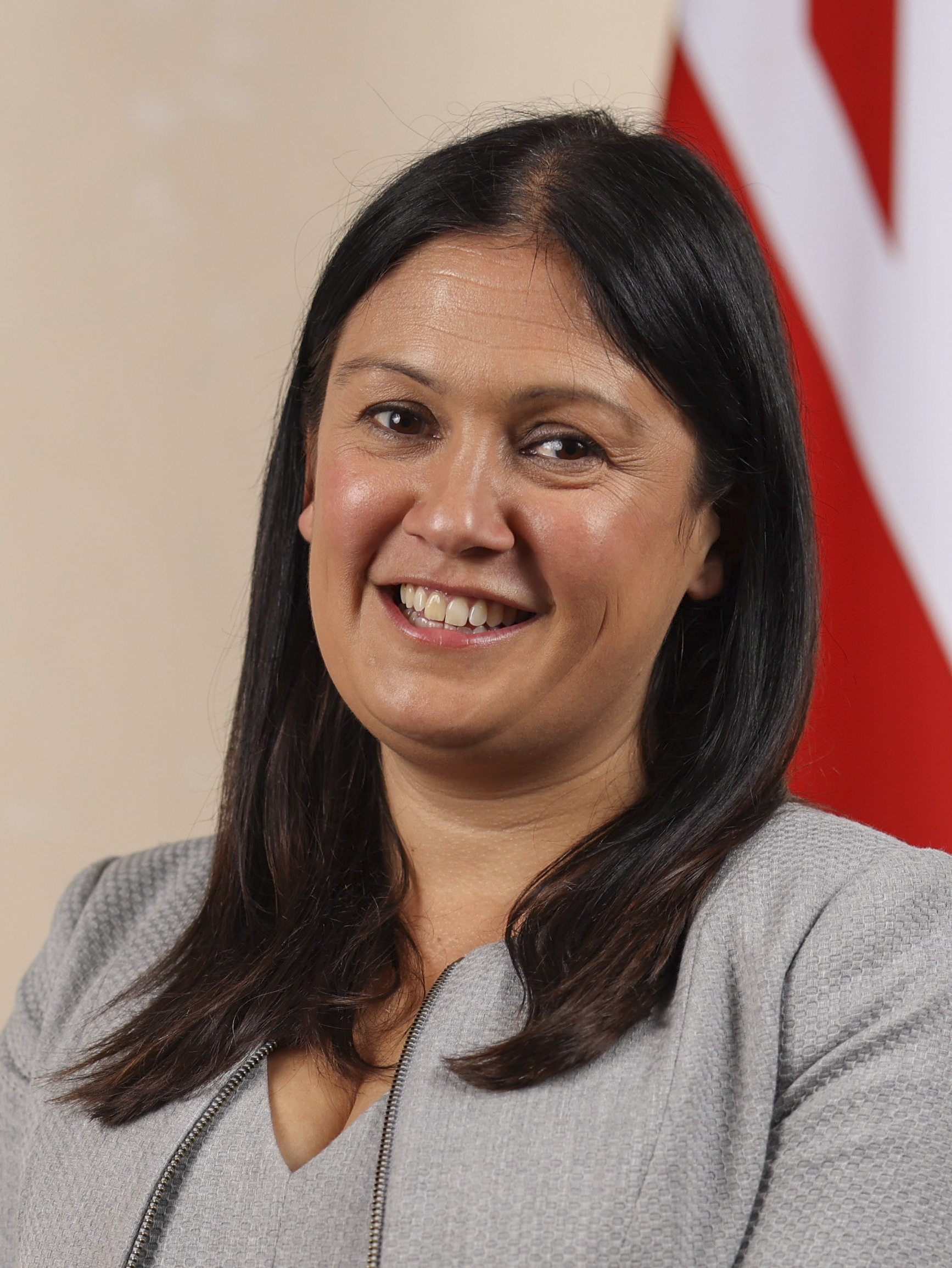
Lisa Nandy (* 1979)

- Nandy, Nikhil (1932–2020), indischer Fußballspieler
- Nandzik, Alexander (* 1992), deutscher Fußballspieler
- Nandzik, Ingrid (* 1959), deutsche Fußballspielerin
- Nandzik, Janna (* 1980), deutsche Drehbuchautorin, Regisseurin und Produzentin

### Nane
- Nane, Daniela (* 1971), rumänische Schauspielerin
- Naneischwili, Micheil (1934–2018), georgischer Philosoph und Politiker
- Nanew, Alexandar (* 1958), bulgarischer Ringer
- Ñáñez, Carlos José (* 1946), argentinischer Geistlicher, emeritierter Erzbischof von Córdoba

### Nanf
- Nanfack, Cassandra (* 1999), deutsche Handballspielerin
- Nanfan, John († 1716), kommissarischer Gouverneur der englischen Kolonie New York

### Nang
- Nang, Philibert (* 1967), gabunischer Mathematiker
- Nangi, Marcos Fernando (* 1969), brasilianischer Fußballspieler
- Nangis, Lenny (* 1994), französischer Fußballspieler
- Nango, Joar (* 1979), samisch-norwegischer Künstler, Musiker, Architekt
- Nangoloh, Phil ya (* 1954), namibischer Vorsitzender und Gründer der Nationalen Gesellschaft für Menschenrechte
- Nangula, Jade (* 1997), namibische Sprinterin
- Nanguy, Giovanni (* 1990), französischer American-Football-Spieler

### Nanh
- Nānhā, indischer Miniaturmaler

### Nani
- Nani (* 1986), portugiesischer FußballspielerNani (* 1986)

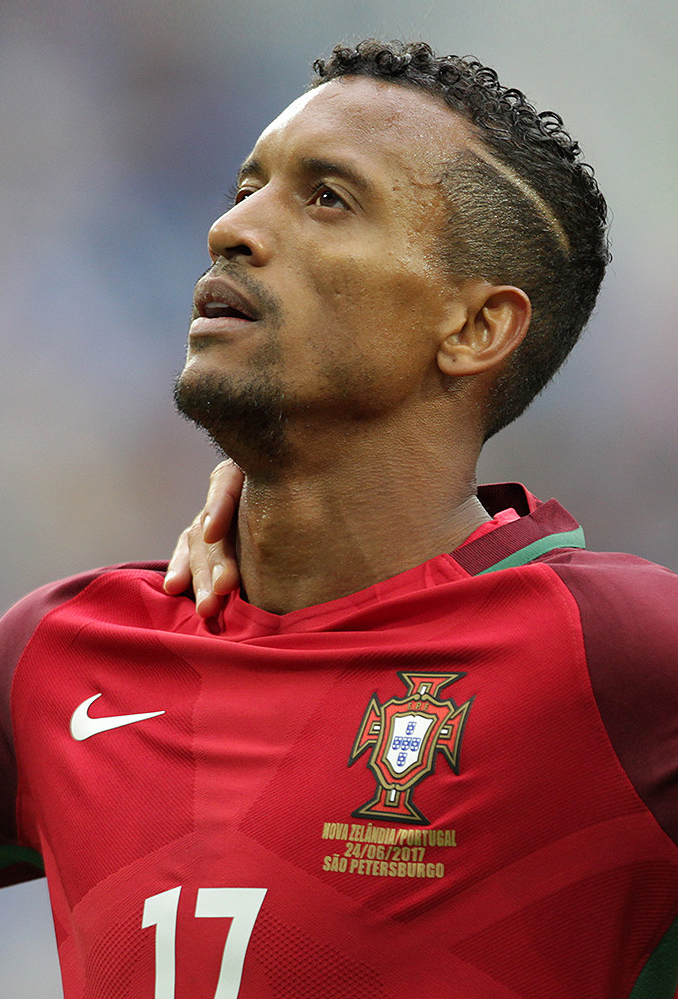
Nani (* 1986)

- Nani, Alberto (1913–1989), argentinischer Ichthyologe
- Nani, Antonio (1803–1870), venezianischer Maler, Grafiker und Stecher
- Nani, Cesare (1848–1899), italienischer Dozent, Historiker und Jurist
- Nani, Giacomo (1725–1797), Admiral und Politiker der Republik Venedig
- Nani, Giovan Battista (1616–1678), venezianischer Diplomat, Archivar und Geschichtsschreiber
- Nani, Marina († 1473), Dogaressa von Venedig
- Nani, Napoleone (1841–1899), italienischer Genremaler sowie Kunstpädagoge
- Nani, Roberto (* 1988), italienischer Skirennläufer
- Nani, Serghei (* 1971), moldauischer Fußballnationalspieler
- Nani, Tommaso (1757–1813), italienischer Rechtswissenschaftler und Dozent
- Nanić, Izet (1965–1995), bosnisch-herzegowinischer Militär, Kommandeur in der Armee der Republik Bosnien und Herzegowina
- Nanino, Carlagnese (1932–2022), deutsche Ordensschwester der Sorelle della Misericordia
- Nanino, Giovanni Bernardino († 1623), italienischer Kapellmeister und Komponist
- Nanino, Giovanni Maria († 1607), italienischer Sänger, Kapellmeister und Komponist
- Nanitz, Minna (1842–1903), deutsche Opernsängerin (Mezzosopran)
- Nanizayamo, Mickaël (* 1998), französischer Fußballspieler

### Nanj
- Nanjiani, Kumail (* 1978), pakistanisch-amerikanischer Schauspieler und Stand-up-KomikerKumail Nanjiani (* 1978)

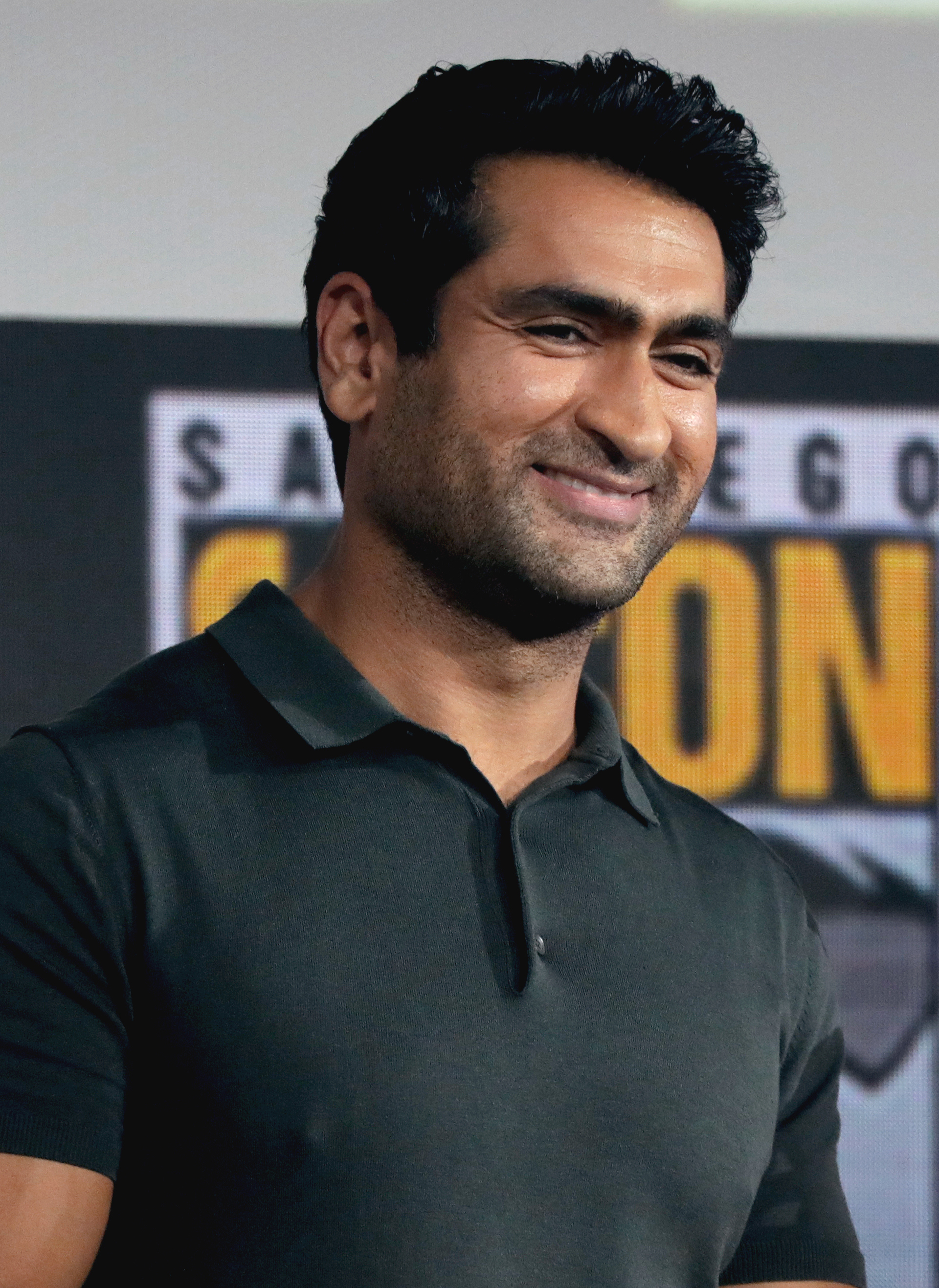
Kumail Nanjiani (* 1978)

- Nanjō Bun’yū (1849–1927), japanischer Buddhologe

### Nank
- Nanka-Bruce, Frederick (1878–1953), ghanaischer Politiker
- Nankabirwa, Margaret (* 1987), ugandische Badmintonspielerin
- Nanker († 1341), Bischof von Krakau, Fürstbischof von Breslau
- Nanker von Lebus, Bischof von Lebus
- Nankervis, Tommy (* 1983), australischer Radrennfahrer
- Nankeville, Bill (1925–2021), britischer Mittelstreckenläufer
- Nanki, Shigekuni, Schwertschmied und Begründer der Monju-Schule
- Nankishi, Abdenego (* 2002), deutsch-angolanischer Fußballspieler
- Nankivil, Keaton (* 1989), US-amerikanischer Basketballspieler
- Nankman, Herman (1897–1973), niederländischer Radrennfahrer
- Nankyama, Theodhoros (1924–1997), ugandischer orthodoxer Bischof, erster afrikanischer Erzbischof der Griechisch-orthodoxen Kirche

### Nann
- Nann, Alfred (1926–2018), deutscher Agrarwissenschaftler und Politiker (SPD), MdB
- Nann, Reinhold (* 1960), deutscher römisch-katholischer Geistlicher, emeritierter Prälat von Caravelí
- Nanna Bryndís Hilmarsdóttir (* 1989), isländische Sängerin
- Nanna Leifsdóttir (* 1963), isländische Skirennläuferin
- Nanne, Georg Christian (1791–1862), deutscher Verwaltungsjurist
- Nanne, Georg Ludwig Otto (1825–1903), deutscher Jurist und Landwirt
- Nanne, Lou (* 1941), kanadisch-amerikanischer Eishockeyspieler, -trainer und -manager
- Nannen, Eske (* 1942), deutsche Geschäftsführerin der Kunsthalle Emden und der „Stiftung Henri und Eske Nannen“Eske Nannen (* 1942)

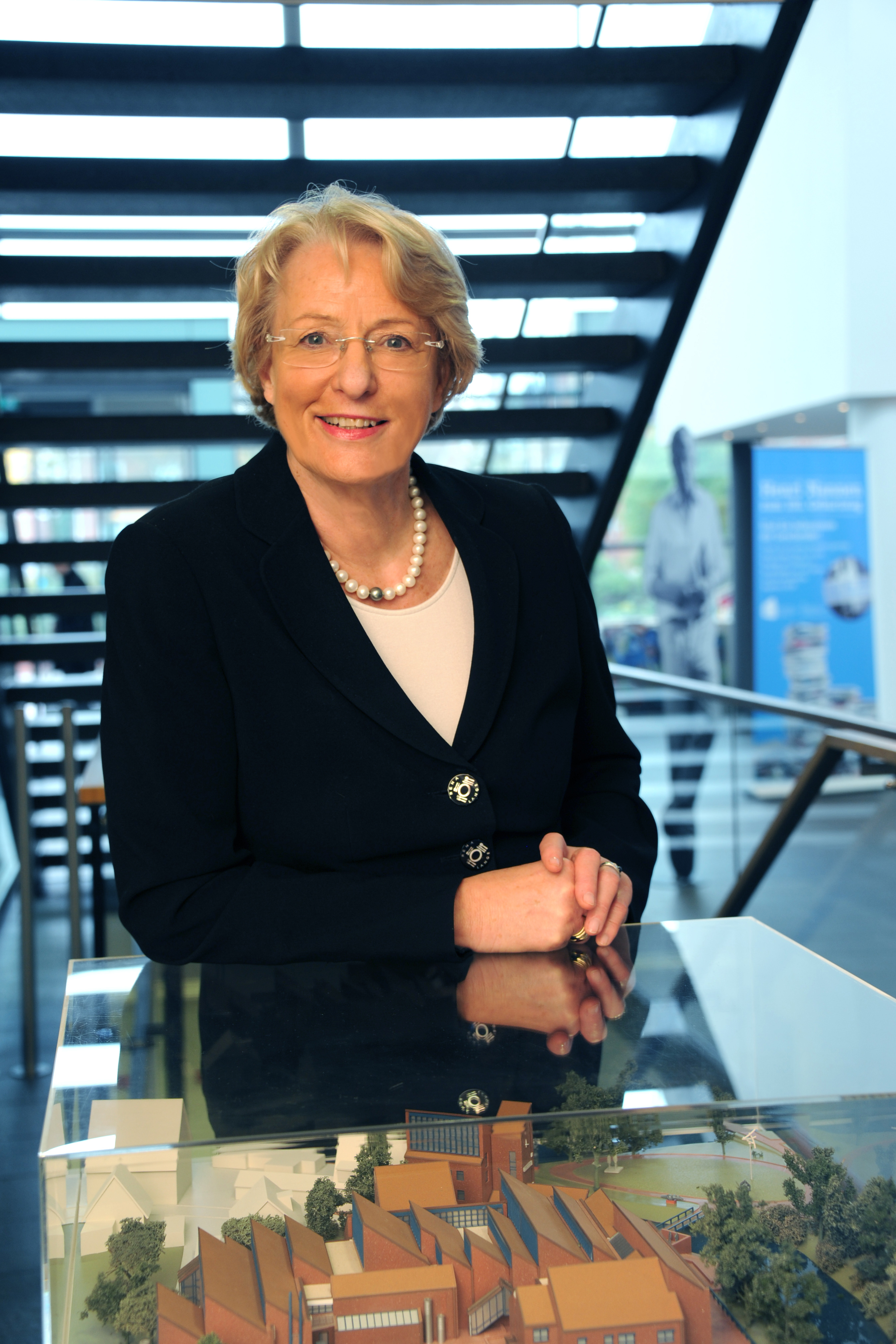
Eske Nannen (* 1942)

- Nannen, Henri (1913–1996), deutscher Verleger und Publizist
- Nannenga-Bremekamp, Elly (1916–1996), niederländische Mykologin
- Nannetti, Joseph Patrick (1851–1915), irischer Politiker, Mitglied des House of Commons
- Nanni, Federico (* 1981), san-marinesischer Fußballspieler
- Nanni, Giancarlo (1941–2010), italienischer Regisseur
- Nanni, Girolamo, italienischer Maler
- Nänni, Jürg (1942–2019), Schweizer Physiker, Künstler und Lehrer
- Nanni, Matteo (* 1970), italienischer Musikwissenschaftler
- Nanni, Mauricio (* 1979), uruguayischer Fußballspieler
- Nanni, Nicola (* 2000), san-marinesischer Fußballspieler
- Nanni, Sara (* 1987), deutsche Politikerin (Bündnis 90/Die Grünen), MdB
- Nanni, Saul (* 1999), italienischer Schauspieler
- Nannienus, spätantiker römischer Offizier
- Nanninga, Dick (1949–2015), niederländischer Fußballspieler
- Nanninga, Gerhard Heinrich (1817–1847), deutscher Maler
- Nannini, Alessandro (* 1959), italienischer Automobilrennfahrer
- Nannini, Damián (* 1961), argentinischer Geistlicher, römisch-katholischer Bischof von San Miguel
- Nannini, Gianna (* 1954), italienische Rocksängerin und SongwriterinGianna Nannini (* 1954)

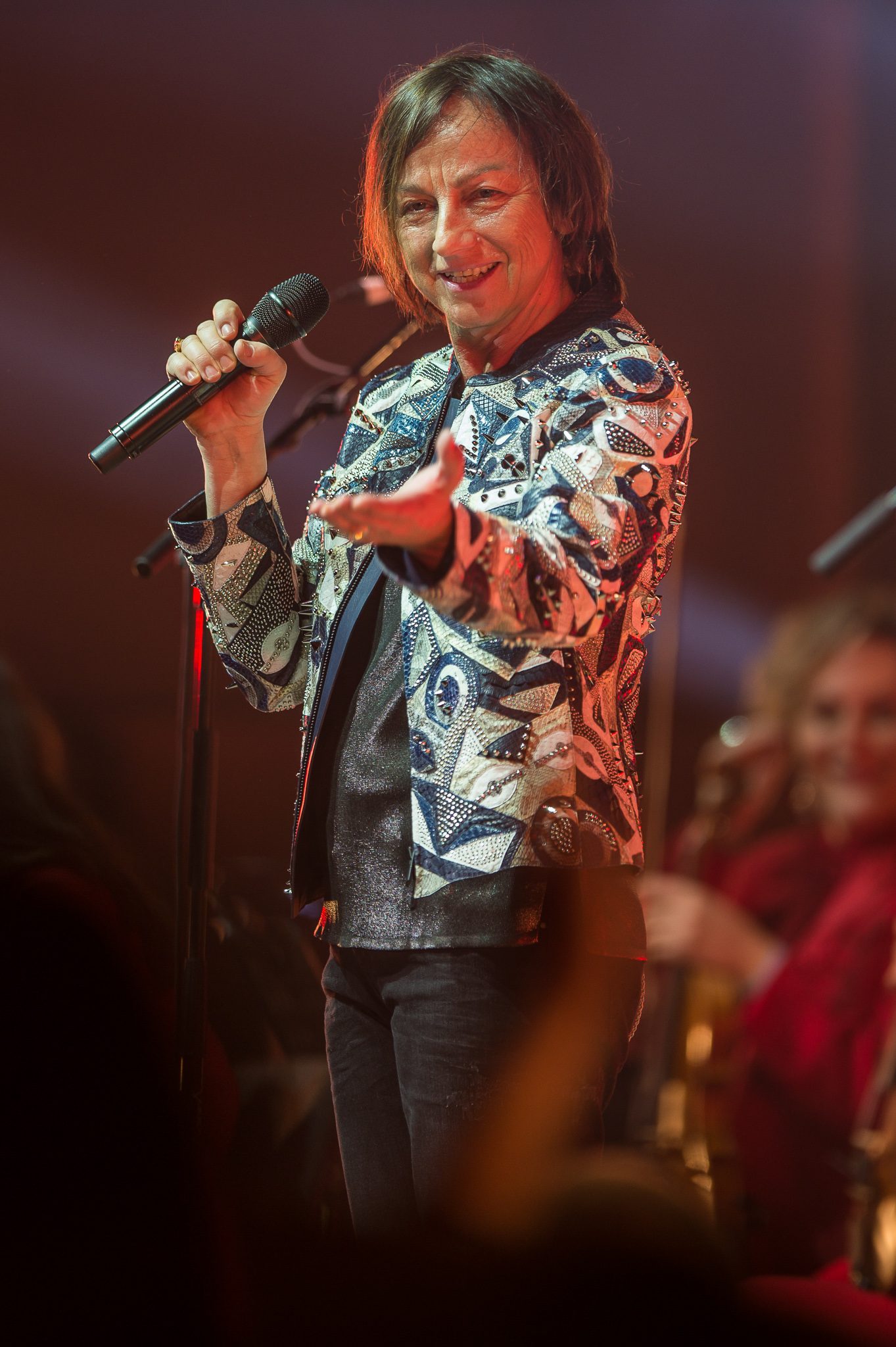
Gianna Nannini (* 1954)

- Nannini, Matteo (* 2003), italienischer Automobilrennfahrer
- Nannini, Raphaël (1852–1925), italienischer Bildhauer
- Nannius, Petrus (1496–1557), deutscher Humanist und Lateinprofessor
- Nannskog, Daniel (* 1974), schwedischer Fußballspieler
- Nannt, Boris (* 1969), deutscher Bundeswehroffizier und Brigadegeneral
- Nannucci, Massimo (* 1946), italienischer Installationskünstler
- Nannucci, Maurizio (* 1939), italienischer Konzept- und Lichtkünstler
- Nannuzzi, Armando (1925–2001), italienischer Kameramann
- Nanny of the Maroons, jamaikanische Maroon und Freiheitskämpferin
- Nanny, Édouard (1872–1942), französischer Kontrabassist, Komponist und Instrumentalpädagoge
- Nänny, Hans (1914–1993), Schweizer Kaufmann, Kantonsrat und Ständerat
- Nänny, Johann Konrad (1783–1847), Schweizer Pädagoge, Schriftsteller und Dichter
- Nänny, Werner (1916–1992), Schweizer Maler und Grafiker

### Nano
- Nano, Agnese (* 1965), italienische Schauspielerin
- Nano, Constantin G. (1870–1952), rumänischer Diplomat
- Nano, Fatos (* 1952), albanischer PolitikerFatos Nano (* 1952)

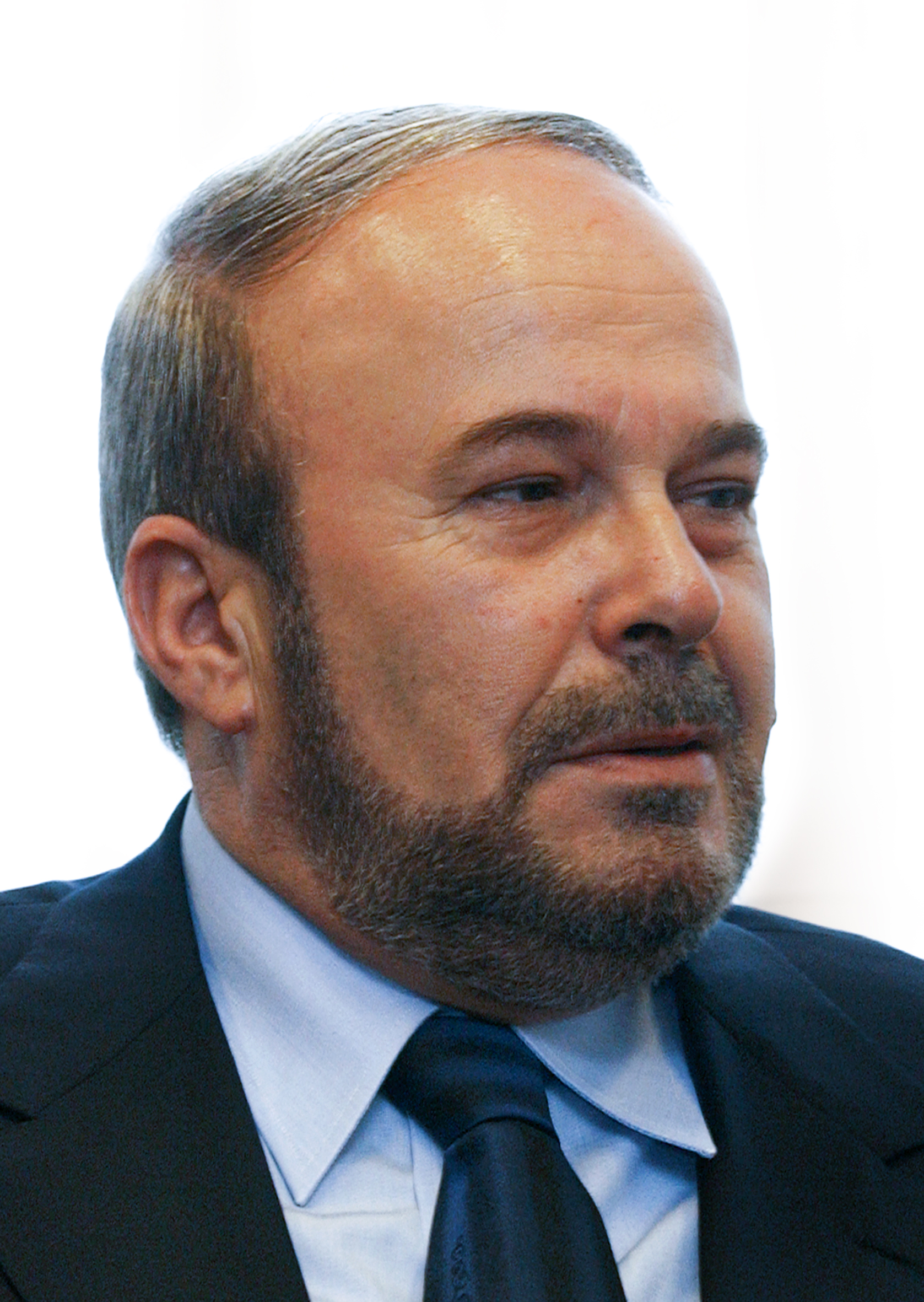
Fatos Nano (* 1952)

- Nanopoulos, Dimitri (* 1948), griechischer Physiker
- Naňová, Žofia (* 1991), slowakische Leichtathletin

### Nanr
- Nanri, Fumio (1910–1975), japanischer Jazzmusiker
- Nanri, Yūka (* 1984), japanische Seiyū, Musicaldarstellerin und J-Pop-Sängerin

### Nans
- Nansel, Brett (* 1977), US-amerikanischer Basketballschiedsrichter
- Nansen, Betty (1873–1943), dänische Schauspielerin, Theaterleiterin und Regisseurin
- Nansen, Eva (1858–1907), norwegische Sängerin
- Nansen, Fridtjof (1861–1930), norwegischer Zoologe, Neurohistologe, Polarforscher, Ozeanograf, Diplomat und FriedensnobelpreisträgerFridtjof Nansen (1861–1930)

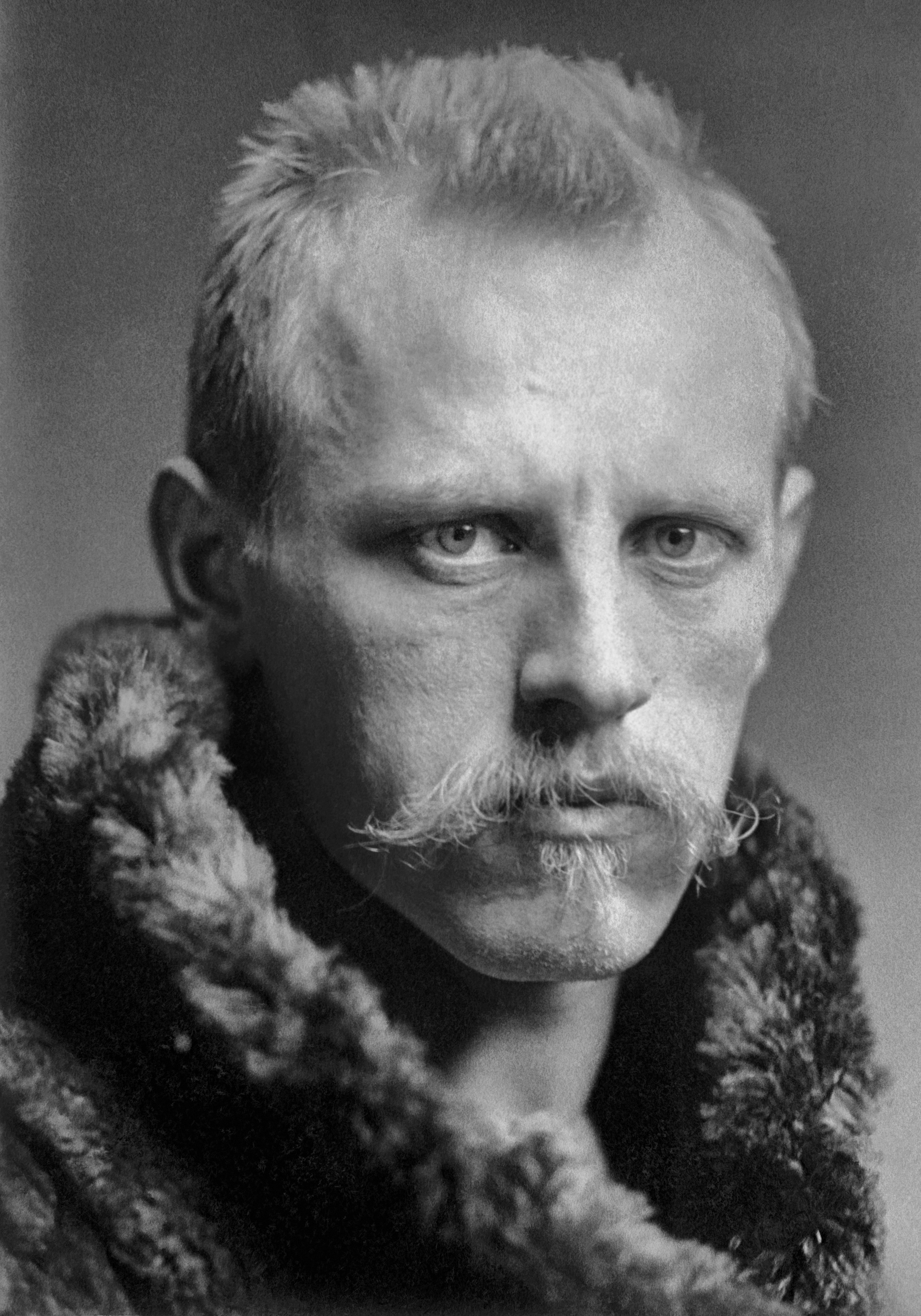
Fridtjof Nansen (1861–1930)

- Nansen, Odd (1901–1973), norwegischer Architekt und Philanthrop
- Nansen, Peter (1861–1918), dänischer Journalist, Schriftsteller und Verleger
- Nansouty, Étienne Marie Antoine Champion de (1768–1815), General der Kavallerie

### Nant
- Nantanat Toornee (* 2002), thailändischer Fußballspieler
- Nantapol Supathai (* 1982), thailändischer Fußballspieler
- Nantawat Kokfai (* 1995), thailändischer Fußballspieler
- Nantawat Thaensopa (* 1984), thailändischer Fußballspieler
- Nantcha, Sylvie (* 1974), deutsche Politikerin (CDU)
- Nantechild († 642), Frau des fränkischen Königs Dagobert I.
- Nantelmus, Bischof von Genf
- Nantelmus von Ecublens († 1203), Bischof von Sitten
- Nanten, Yutaka, japanischer Manga-Zeichner
- Nantermod, Guillaume (* 1975), Schweizer Snowboarder
- Nantermod, Philippe (* 1984), Schweizer Politiker (FDP)
- Nantes, Antoine Français de (1756–1836), französischer Zoll- und Finanzbeamter, Revolutionär und Staatsmann
- Nantes, Guillermo, uruguayischer Triathlet
- Nanteuil, Célestin (1813–1873), französischer Maler, Zeichner und Illustrator
- Nanteuil, Robert (1623–1678), französischer Kupferstecher und Pastellzeichner
- Nantha, Thomas (1909–1984), laotischer Ordensgeistlicher und römisch-katholischer Apostolische Vikare von Vientiane
- Nantharat († 1698), König des laotischen Königreiches von Lan Xang
- Nanthawat Suankaeo (* 1997), thailändischer Fußballspieler
- Nanthesan († 1795), König des laotischen Reiches Vientiane
- Nanthiphat Chaiman (* 2006), thailändischer Fußballspieler
- Nanthiphat Samingnakorn (* 2006), thailändischer Fußballspieler
- Nantke, Kurt (1900–1979), deutscher Maler
- Nanton, Morris (1929–2009), US-amerikanischer Jazzmusiker
- Nanton, Tricky Sam (1904–1946), US-amerikanischer Jazz-Posaunist
- Nantovinus, Pilger, Heiliger
- Nanty, Isabelle (* 1962), französische Schauspielerin, Filmregisseurin und DrehbuchautorinIsabelle Nanty (* 1962)

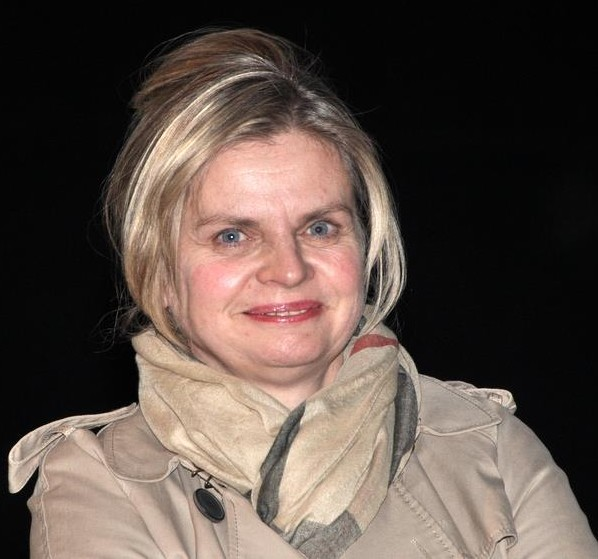
Isabelle Nanty (* 1962)

### Nanu
- Nanua, Sennia (* 2002), britische Schauspielerin
- Nanut, Anton (1932–2017), slowenischer Dirigent

### Nanx
- Nanxian, Chen (* 1937), chinesischer Physiker und Hochschullehrer

### Nany
- Nanyang, Pricilla, südsudanesische Politikerin
- Nanyemba, Peter (1935–1983), namibischer Freiheitskämpfer
- Nanyondo, Winnie (* 1993), ugandische Mittelstreckenläuferin

### Nanz
- Nanz, Helmut (1943–2020), deutscher Unternehmer
- Nanz, Patrizia (* 1965), deutsche Politikwissenschaftlerin
- Nänzi (1962–2013), deutsche Bildhauerin
- Nanziri, Emily (* 1987), ugandische Leichtathletin